# 잘못된 움직임
《잘못된 움직임》(Falsche Bewegung, False Movement)은 독일(구 서독)에서 제작된 빔 벤더스 감독의 1975년 영화이다. 요한 볼프강 폰 괴테의 고전소설 《빌헬름 마이스터의 수업시대》를 현대적으로 각색한 것이다. 루디거 보글러 등이 주연으로 출연하였고 베른트 아이힝거 등이 제작에 참여하였다.

## 줄거리
빌헬름 마이스터는 작가가 되고 싶어한다. 하지만 아들이 아직 인생경험이 부족하다고 느낀 그의 어머니는 아들을 여행 보낸다.

## 출연

### 주연
- 루디거 보글러

### 조연
- 한나 쉬굴라
- 이반 데스니
- 한스 크리스찬 블레흐
- 나스타샤 킨스키
- 리사 크루저
- 피터 케른
- 마리앤 호프

## 기타
- 원작자: 요한 볼프강 괴테

## 수상
독일 영화상 7부문에서 상을 받았다. 남녀배우 전원이 배우상을 받았고, 빔 벤더스는 올 해 최고의 감독으로 뽑혔다. 그 외에 촬영상, 각본상, 편집상, 음악상을 받았다.